# Štikada
Štikada je vesnice v Licko-senjské župě v Chorvatsku. Je součástí opčiny Lovinac. Ve vesnici se nachází též kostel svatých apoštolů Petra a Pavla. 

## Umístění
Nachází se v Lice, asi 5 km od Gračace na státní silnici D50. 

## Počet obyvatel
Podle národního sčítání lidu v roce 2011 zde žilo 216 obyvatel. Většina populace jsou Srbové.
| Rok  | Obyvatelstvo |
| ---- | ------------ |
| 1857 | 2425         |
| 1869 | 2307         |
| 1880 | 1709         |
| 1890 | 1643         |
| 1900 | 1787         |
| 1910 | 1709         |
| 1921 | 1780         |
| 1931 | 2437         |
| 1948 | 497          |
| 1953 | 523          |
| 1961 | 601          |
| 1971 | 554          |
| 1981 | 513          |
| 1991 | 545          |
| 2001 | 175          |
| 2011 | 216          |